# Unité d'Habitation de Nantes-Rezé
Unité d'Habitation de Nantes-Rezé es un edificio del arquitecto Le Corbusier en Francia. Consiste en una residencia sobre pilotis situada en el municipio de Rezé, en Loire-Atlantique, al sur de la aglomeración de Nantes. Es la segunda de las cuatro unidades de habitación construidas en Francia, con la de Marsella, de Briey y Firminy.

## Historia
El contacto de Le Corbusier en Nantes es Gabriel Chéreau, un recién abogado, y vicepresidente de una cooperativa privada de alojamiento social: “La Maison familiale”.  Esta tiene como miembros a los empleados del puerto de la ciudad. Cuando empezó el programa de reconstrucción de la ciudad de Nantes en 1945, Gabriel Chéreau se preocupa de los proyectos del arquitecto jefe, Michel Roux-Spitz. Contacta entonces con Le Corbusier para oponerse al proyecto, pero sin conseguirlo. Van a colaborar de nuevo 3 años después, para reproducir la experiencia en Marsella. Pero la unidad de Rezé es la primera que se realizó en un cuadro de alojamiento social “clásico”, lo que buscaba Le Corbusier, para quien su concepto de vivienda debía que dirigirse a las personas de rentas más bajas.
Tras complicadas negociaciones con los financiadores, particularmente debido a lo elevado de los costes y las normas de construcciones de “Habitat à Loyer Modérés” (HLM) es decir viviendas de alquiler moderado, impuestas por el Estado, el proyecto tarda mucho en ponerse en marcha. Por fin, en junio de 1950, el plan definitivo propuesto por Le Corbusier y André Wogenscky fue adoptado. Eligieron el municipio de Rezé, al suroeste de Nantes y cerca del puerto. La ciudad agradece el préstamo otorgado por el Estado a la cooperativa directora de obra del edificio. Las obras empezaron solamente el día 11 de junio de 1953 y finalizaron un año y medio más tarde. Los primeros habitantes se mudaron el 16 de marzo de 1955 y el edificio fue oficialmente inaugurado en julio de ese año.
“Un hito revolucionario: sol, espacio y vegetación. Si queréis educar a vuestra familia en la intimidad, el silencio, condiciones de naturaleza, poneos con 2000 personas, cogeos por la mano. Las parces serán alrededor de la casa como juegos por los niños, adolescentes y adultos. La ciudad será verde. Y en el techo, tendréis guardería sorprendentes.”  Le Corbusier.

## Descripción
Le Corbusier, su arquitecto, intentó aplicar sus principios de una nueva forma de ciudad, un pueblo vertical, llamado “Unidad de habitación”  (pensado según el principio del “Modulor”, sistema de medida ligado por la morfología humana, basada sobre el “numero áureo” y la “Sucesión de Fibonacci”). 
Instalado en un bosque de 6 hectáreas y en el pie de una zona inundable, hace 52 m de altura, 108 m de largo y 19 m de anchura. Esta más pequeña de la de Marsella. Tiene 294 alojamientos distribuidos sobre 17 plantas, accesibles por 6 “calles” interiores. Puede albergar 1400 personas. Los apartamentos son en dúplex “ascendente” o “descendente” y aprovechan de la doble exposición Este-Oeste de cada lado del edificio o son orientadas al Sur. Sin embargo, son más pequeños y menos variados que en la unidad de Marsella. Los equipamientos son constan de una guardería, situada en el techo, y locales colectivos entre las escaleras. Los correos están implantados también (pero se fueron del sitio en 2002). Sin embargo, la cooperativa se negó a incluir una calle comercial, aunque esta era juzgada como vital por Le Corbusier por la vida social de la unidad. El arquitecto ha insistido sobre la implantación del edificio en su entorno natural, construyendo por ejemplo una pasarela para cruzar el estanque.
Para reducir los costes de construcción, modificaciones fueron aportadas a las técnicas de construcción: el sistema de “casier à bouteille” o botellero , utilizado en Marsella fue abandonado por un sistema de prefabricación en hormigón más sencillo.

## La inauguración del edificio y su evolución
Al mudarse, los habitantes aprovecharon de un sistema de alquiler-venta cooperativo: cada habitante de la cooperativa da un ingreso inicial equivalente al 15% del coste total de la vivienda. Se vuelve así accionista de la cooperativa. En 1971, la “ley Chalandon” obliga al abandono del sistema cooperativo y los habitantes tienen que elegir entre el alquiler o la compra de su vivienda. Solamente 20% eligen la compra y rotación de los alojamientos se vuelve mucho más importante. El alojamiento social gestionado por “Loire-Atlantique habitations”, representa hoy 55% de los inquilinos. La “Association des habitants de la Maison Radieuse” fundida el 25 de abril de 1955 existe todavía. La unidad hoy alberga alrededor de 1000 habitantes.
La rehabilitación de los alojamientos empieza en los años 1980. En 1996-1999, una reparación total de las fachadas esta emprendida, especialmente con el fin de corregir los defectos ligadas al ahorro hecho durante la construcción del edificio. En 2004, los marcos exteriores son restaurados. 
Las fachadas y los techados figuran inscritos en el registro de los “Monumentos Históricos de Francia” desde el 16 de septiembre de 1965. Dicha protección fue ampliada por otro decreto: la guardería, las circulaciones interiores (constituidas por el vestíbulo, las calles y las escaleras), la pasarela, los pisos de muestra de la sexta planta figuran inscritos en el registro de los  “Monumentos Históricos de Francia” desde el 17 de julio de 2000.
Estos dos decretos son cancelados por la protección seguida: las fachadas, los techados del conjunto y los elementos interiores antes detallados están clasificados como “Monumentos Históricos de Francia” desde el 10 de diciembre de 2001. Visitas del edificio y de pisos de muestra son organizadas regularmente por el ayuntamiento de Rezé.